# Dysschema sacrifica
Dysschema sacrifica é uma mariposa pertencente a subfamília Arctiinae, da família Erebidae. É encontrada no Brasil e conhecida como Mariposa Tigre (tiger moth em inglês).
Não confundir com Danaus Chrysippus, uma borboleta (não mariposa) com o mesmo nome popular em espanhol.